# Neuillé-le-Lierre
Neuillé-le-Lierre település Franciaországban, Indre-et-Loire megyében. Lakosainak száma 763 fő (2022. január 1.). Neuillé-le-Lierre Autrèche, Auzouer-en-Touraine, Montreuil-en-Touraine, Reugny és Villedômer községekkel határos.

## Népesség
A település népességének változása:
| Lakosok száma | 417  | 404  | 514  | 695  | 817  | 816  | 794  | 794  | 784  | 763  |
|               | 1968 | 1982 | 1990 | 2006 | 2013 | 2015 | 2017 | 2019 | 2020 | 2022 |